# Agia (Parga)
Agia (griechisch Αγιά (f. sg.)) ist ein Dorf in der Gemeinde Parga der griechischen Region Epirus. Gemeinsam mit der Küstensiedlung Sarakiniko bildet es die Ortsgemeinschaft Agia. Das Dorf Agia hat 758 Einwohner und liegt zirka acht Kilometer nördlich von Parga.
Agia wurde auf drei Hügeln gebaut. Vor einigen hundert Jahren lag der Ort an der Bucht des heutigen Strandes Sarakiniko (der Sarazenische) nördlich von Parga, wo sich noch heute die alte Kirchenruine Agios Nikolaos befindet, geweiht dem Beschützer der Seeleute. Da die Bucht immer wieder von Piraten heimgesucht wurde, wurde Agia am heutigen Ort wieder aufgebaut. Südlich von Agia liegt eine von Ali Pascha zur Unterdrückung und Kontrolle der Einwohner von Parga im 19. Jahrhundert erbaute Festung.